# Finale du Grand Prix ISU 2001-2002
Navigation
Édition précédente Édition suivante
La finale du Grand Prix ISU est la dernière épreuve qui conclut chaque année le Grand Prix international de patinage artistique organisé par l'International Skating Union. Elle accueille des patineurs amateurs de niveau senior dans quatre catégories: simple messieurs, simple dames, couple artistique et danse sur glace.
Pour la saison 2001/2002, la finale est organisée du 13 au 16 décembre 2001 au Memorial Auditorium Complex de Kitchener au Canada. Il s'agit de la 7e finale depuis la création du Grand Prix ISU en 1995.

## Qualifications
Seuls les patineurs qui atteignent l'âge de 14 ans au 1er juillet 2001 peuvent participer aux épreuves du Grand Prix ISU 2001/2002. Les épreuves de qualifications sont successivement :
- le Skate America du 24 au 28 octobre 2001 à Colorado Springs
- le Skate Canada du 1er au 4 novembre 2001 à Saskatoon
- la Coupe d’Allemagne du 9 au 11 novembre 2001 à Gelsenkirchen
- le Trophée de France du 15 au 18 novembre 2001 à Paris
- la Coupe de Russie du 22 au 25 novembre 2001 à Saint-Pétersbourg
- le Trophée NHK du 29 novembre au 2 décembre 2001 à Kumamoto

Pour cette saison 2001/2002, les six meilleurs patineurs aux championnats du monde 2001 peuvent participer à trois grands-prix (mais seuls les points obtenus à deux grands-prix choisis préalablement comptent pour aller en finale). Les autres patinent pour un ou deux grands-prix. Les six patineurs qui ont obtenu le plus de points sont qualifiés pour la finale et les trois patineurs suivants sont remplaçants.
|             | Messieurs         | Dames              | Couples                              | Danse sur glace                                                                                                |
| ----------- | ----------------- | ------------------ | ------------------------------------ | --- |
| 1           | Aleksey Yagudin   | Maria Butyrskaya   | Jamie Salé / David Pelletier         | Barbara Fusar Poli / Maurizio Margaglio                                                                        |
| 2           | Evgeni Plushenko  | Irina Sloutskaïa   | Shen Xue / Zhao Hongbo               | Shae-Lynn Bourne / Victor Kraatz Marina Anissina / Gwendal Peizerat                                            |
| 3           | Timothy Goebel    | Michelle Kwan      | Elena Berejnaïa / Anton Sikharulidze | |
| 4           | Takeshi Honda     | Sarah Hughes       | Maria Petrova / Aleksey Tikhonov     | Galit Chait / Sergei Sakhnovski                                                                                |
| 5           | Todd Eldredge     | Yoshie Onda        | Kyoko Ina / John Zimmerman           | Marie-France Dubreuil / Patrice Lauzon                                                                         |
| 6           | Ivan Dinev        | Tatiana Malinina   | Sarah Abitbol / Stéphane Bernadis    | Margarita Drobiazko / Povilas Vanagas                                                                          |
| Remplaçants |                   |                    |                                      | |
| 1er         | Elvis Stojko      | Angela Nikodinov   | Tatiana Totmianina / Maksim Marinin  | Albena Denkova / Maxim Staviski                                                                                |
| 2e          | Aleksandr Abt     | Viktoria Volchkova | Dorota Zagórska / Mariusz Siudek     | Isabelle Delobel / Olivier Schoenfelder Natalia Romaniuta / Daniil Barantsev Olena Hrushyna / Ruslan Honcharov |
| 3e          | Andrejs Vlascenko | Sasha Cohen        | Julia Obertas / Alexei Sokolov       | |

## Format original de la finale
Pour la troisième année consécutive, les patineurs artistiques de la finale du Grand Prix présentent un programme court et deux programmes libres, soit trois programmes au total. Pour la danse sur glace, les danseurs présentent une danse originale et deux danses libres, soit trois programmes également.
Pour cette saison 2001/2002, le programme court vaut 0.4 point par place, le premier programme libre vaut 0.6 point par place et le second programme libre vaut 1 point par place. Pour la danse sur glace, la danse originale vaut 0.4 point par place, la première danse libre vaut 0.6 point par place et la seconde danse libre vaut 1 point par place.
C'est le président de l’ISU, Ottavio Cinquanta, qui souhaitait qu'il y ait deux programmes libres pour permettre d’attirer plus de téléspectateurs, car il envisageait que les patineurs allaient exécuter deux nouveaux programmes libres. Au lieu de cela, la plupart des patineurs ont repris un ancien programme pour exécuter un des deux programmes libres. En raison de l'échec de ce plan, le deuxième programme libre est retiré de la finale du Grand Prix après seulement quatre années d'essais, dès la saison 2003/2004.

## Résultats

### Messieurs
| Rang | Nom              | Pays       | Points | Prog. court | Prog. libre 1 | Prog. libre 2 |
| ---- | ---------------- | ---------- | ------ | ----------- | ------------- | ------------- |
| 1    | Aleksey Yagudin  | Russie     | 3.0    | 2           | 2             | 1             |
| 2    | Evgeni Plushenko | Russie     | 3.0    | 1           | 1             | 2             |
| 3    | Timothy Goebel   | États-Unis | 6.0    | 3           | 3             | 3             |
| 4    | Todd Eldredge    | États-Unis | 8.4    | 5           | 4             | 4             |
| 5    | Takeshi Honda    | Japon      | 9.6    | 4           | 5             | 5             |
| 6    | Ivan Dinev       | Bulgarie   | 12.0   | 6           | 6             | 6             |

### Dames
| Rang | Nom              | Pays        | Points | Prog. court | Prog. libre 1 | Prog. libre 2 |
| ---- | ---------------- | ----------- | ------ | ----------- | ------------- | ------------- |
| 1    | Irina Sloutskaïa | Russie      | 2.0    | 1           | 1             | 1             |
| 2    | Michelle Kwan    | États-Unis  | 4.4    | 3           | 2             | 2             |
| 3    | Sarah Hughes     | États-Unis  | 6.4    | 4           | 3             | 3             |
| 4    | Maria Butyrskaya | Russie      | 7.2    | 2           | 4             | 4             |
| 5    | Yoshie Onda      | Japon       | 11.0   | 6           | 6             | 5             |
| 6    | Tatiana Malinina | Ouzbékistan | 11.0   | 5           | 5             | 6             |

### Couples
| Rang | Nom                                  | Pays       | Points | Prog. court | Prog. libre 1 | Prog. libre 2 |
| ---- | ------------------------------------ | ---------- | ------ | ----------- | ------------- | ------------- |
| 1    | Jamie Salé / David Pelletier         | Canada     | 2.6    | 1           | 2             | 1             |
| 2    | Elena Berejnaïa / Anton Sikharulidze | Russie     | 3.4    | 2           | 1             | 2             |
| 3    | Shen Xue / Zhao Hongbo               | Chine      | 6.0    | 3           | 3             | 3             |
| 4    | Kyoko Ina / John Zimmerman           | États-Unis | 8.8    | 6           | 4             | 4             |
| 5    | Maria Petrova / Aleksey Tikhonov     | Russie     | 10.0   | 5           | 5             | 5             |
| 6    | Sarah Abitbol / Stéphane Bernadis    | France     | 11.2   | 4           | 6             | 6             |

### Danse sur glace
| Rang | Nom                                     | Pays     | Points | Danse originale | Danse libre 1 | Danse libre 2 |
| ---- | --------------------------------------- | -------- | ------ | --------------- | ------------- | ------------- |
| 1    | Shae-Lynn Bourne / Victor Kraatz        | Canada   | 3.0    | 2               | 2             | 1             |
| 2    | Marina Anissina / Gwendal Peizerat      | France   | 3.0    | 1               | 1             | 2             |
| 3    | Margarita Drobiazko / Povilas Vanagas   | Lituanie | 6.4    | 4               | 3             | 3             |
| 4    | Barbara Fusar-Poli / Maurizio Margaglio | Italie   | 7.6    | 3               | 4             | 4             |
| 5    | Galit Chait / Sergei Sakhnovski         | Israël   | 10.0   | 5               | 5             | 5             |
| 6    | Marie-France Dubreuil / Patrice Lauzon  | Canada   | 12.0   | 6               | 6             | 6             |

## Sources
- (en) « 2002 ISU Grand Prix of Figure Skating Final », sur Wayback Machine
- (en) « 2001 Grand Prix Final », sur Ice Skating International: Online
- (en) « 2001-02 Grand Prix Final », sur Fandom
- Patinage Magazine N°81 (Février 2002)